# Kees Broerse
Cornelis (Kees) Broerse (Serooskerke (W), 13 oktober 1900 - Enschede, 27 april 1972) was een Nederlands beeldend kunstenaar, actief als aquarellist, collagist, etser, graficus, lithograaf, pentekenaar, schilder en tekenaar..

## Leven en werk
Broerse volgde zijn opleiding aan de Academie voor Beeldende Kunsten te Rotterdam. Hij maakte olieverfschilderijen, aquarellen, pastels en tekeningen. Broerse stond bekend om zijn stillevens, composities in heldere kleuren. Broerse exposeerde zowel nationaal als internationaal zijn kunstwerken. 
Broerse  is vertegenwoordigd met werk in binnen- en buitenlandse collecties van bedrijven, instellingen en particulieren. Broerse was lid van De Twentsche Kunstkring te Enschede en van de Federatie van Verenigingen van Beroeps Beeldende Kunstenaars te Amsterdam. Hij gaf les aan de Nijverheidsschool te Middelburg.
In het dagelijks leven was Broerse directeur-grootaandeelhouder van de drukkerij A. van der Schaaf & Zn. in Enschede. Hij illustreerde 'Spaanse schetsen', een boek in 1970 uitgegeven ter gelegenheid van het 50-jarig bestaan van de drukkerij.

## Exposities (selectie)
- 1963. Kees Boerse & Herman Nieweg, Kunstzaal Van Benthem & Jutting, Middelburg